# Лопови, таленти и обожаваоци
Лопови, таленти и обожаваоци је југословенски телевизијски филм из 1967. године. Режирао га је Радивоје Лола Ђукић који је написао и сценарио.

## Улоге
| Глумац                    | Улога |
| ------------------------- | ----- |
| Ђокица Милаковић          |       |
| Стеван Миња               |       |
| Жарко Митровић            |       |
| Миодраг Петровић Чкаља    |       |
| Миодраг Поповић Деба      |       |
| Мирослав Дуда Радивојевић |       |